# Мензелінський район
Мензелінський район (рос. Мензелинский район, тат. Минзәлә районы) — муніципальний район у складі Республіки Татарстан Російської Федерації.
Адміністративний центр — місто Мензелінськ.

## Адміністративний устрій
До складу району входять 18 сільських поселень:
1. Атряклінське сільське поселення
2. Аюське сільське поселення
3. Бікбуловське сільське поселення
4. Верхньотакерменське сільське поселення
5. Ім. Воровського сільське поселення
6. Іркеняське сільське поселення
7. Коноваловське сільське поселення
8. Кузембетьєвське сільське поселення
9. Наратли-Кичуське сільське поселення
10. Ніколаєвське сільське поселення
11. Новомазинське сільське поселення
12. Новомелькенське сільське поселення
13. Подгорно-Байларське сільське поселення
14. Старомазинське сільське поселення
15. Староматвєєвське сільське поселення
16. Урусовське сільське поселення
17. Юртовське сільське поселення
18. Юшадинське сільське поселення